# 游肇
游肇（451年—520年），字伯始，广平任縣人，游明根之子，北魏官員，北魏三游之一。

## 生平
游肇少年时，为中书学生，好学多闻，博通经史，很得魏孝文帝赏识。魏孝文帝時，为内秘书侍御中散，升为典名大夫。复授黄门侍郎兼侍中，人呼小宰相。魏宣武帝，授为廷尉卿兼御使中尉。魏孝明帝時，授为中书令、相州刺史，升任尚书右仆射，位同右宰相。
著《周易集解》、《冠婚仪》、《白珪论》、《儒棋》、及诗赋表启凡七十五篇。